# Ogyges kekchii
Ogyges kekchii es una especie de coleóptero de la familia Passalidae.

## Distribución geográfica
Habita en Guatemala.